# Lucyna Berniak
Lucyna Berniak, coniugata Januszkiewicz (Cracovia, 26 giugno 1953), è un'ex cestista polacca.

## Carriera
Con la Polonia ha disputato due edizioni dei Campionati europei (1976, 1978).